# Walkthrough
Walkthrough (på dansk gå igennem,) er en deltaljeret guide til hurtigere gennemførsel af et computerspil. 
Mange seriøse gamere mener at anvendelsen af en Walkthrough er snyd og "ødelægger" underholdningsværdien i computerspil. Andre mener tværtimod at walkthroughs er gode redskaber for mindre erfarne gamere, så de på lige fod med erfarne gamere også kan få en god oplevelse af at spille computerspil. Walkthroughs bliver for det meste skrevet af amatører som i forvejen har gennemført det pågældende computerspil. Ofte bliver walkthroughs lagt internettet så de er let tilgængelige for gamere. 
| computerspil | Spire Denne computerspilsrelaterede artikel er en spire som bør udbygges. Du er velkommen til at hjælpe Wikipedia ved at udvide den. |